# La sepoltura prematura
La sepoltura prematura (The Premature Burial) è un racconto di Edgar Allan Poe appartenente alla raccolta Racconti del terrore. Fu pubblicato per la prima volta nel 1844 in The Philadelphia Dollar Newspaper.

## Racconto
Il racconto è costituito da alcuni esempi di sepoltura di esseri umani ancora in vita, creduti morti a causa di un prolungato stato di coma o catalessi. Il brano evidenzia ripetutamente il terrore e l'angoscia che si provavano spesso, all'epoca, di fronte alla prospettiva di essere sepolti vivi. Vari sono stati i ritrovamenti di bare dai coperchi graffiati e incisi dall'interno.
Il racconto risente dell'influenza della poesia sepolcrale settecentesca, che cantava gli orrori della tomba. Il protagonista del racconto ammette, alla fine, di essere un lettore dei Night thoughts, i Pensieri notturni di Edward Young.

## Film e televisione
- Il film Sepolto vivo è tratto dal racconto.
- Il film Buried - Sepolto si ispira a questo racconto.
- Nell'episodio "Quarantena" (4x13) della serie televisiva statunitense Alias la protagonista viene rinchiusa viva in una bara.
- Nell'episodio "Sepolto Vivo" della serie tv statunitense CSI - Scena del crimine un agente della scientifica, Nick Stokes viene rapito e sepolto vivo.
- Nell'episodio "Sepolto" della serie tv tedesca Squadra Speciale Cobra 11 l'ispettore Ben Jager viene sepolto vivo nei pressi di uno svincolo autostradale.
- Nell'episodio "La fine è vicina" della serie The Following (serie che si ispira ai racconti di Poe), il personaggio di Debra Parker viene rapita e sepolta viva dai membri della setta.